# لوحة تحكم الاستدامة

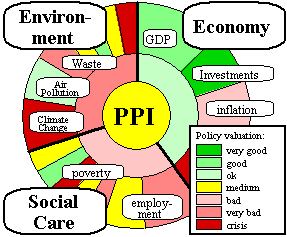

لوحة تحكُّم الاستدامة هي حزمة برمجية مجّانية وغير تجارية تم تكوينها لتبيّن العلاقات المُعقّدة بين القضايا الاقتصادية والاجتماعية والبيئية.
البرمجية صُمِّمَت لمساعدة الدول النامية لتحقيق الأهداف الإنمائية للألفية والعمل باتجاه التنمية المُستدامة.وقد تم تطويرها بواسطة أعضاء الفريق الاستشاري المعني بمؤشرات التنمية المستدامة  (CGSDI)، وطُبِّقت على عدد من مجموعات المؤشرات منها مؤشرات الأهداف الإنمائية للألفية ومؤشرات لجنة الأمم المتَّحِدة للتنمية المستدامة.
في عام 2002، قدّم الباحثان، جوكان جيسنغهاوس و بيتر هاردي، لوحة تحكّم التنمية المستدامة في مؤتمر قمّة جوهانسبرغ وفي المنتدى الاجتماعي العالمي لعام  2002 في العاصمة البرازيلية بورتوأليغري. وتم إدراجها أيضاً ضمن مصادر المؤشرات الرئيسية في المنتدى العالمي لمنظمة التعاون الاقتصادي والتنمية (OECD).
في كانون الثاني من عام 2006، استخدم مشروع الألفية هذه البرمجية ليختم تقرير استشراف المستقبل بنتيجة مفادها بطء تقدّم الإمكانيات العالمية لتحسين الصحة العامة والثروة واستدامة الإنسانية. ثم اقتُرِحَ استخدام لوحة تحكّم الاستدامة في شهر فبراير من نفس العام لجمع وتقديم اثنان أو أكثر من الأُطُر الخمسة المستخدمة حالياً لتطوير مؤشرات الاستدامة وهي: المعتمدة على الميدان أو الهدف أو القضية أو قطاعية أوسببية.

## تطبيقات معروفة
إن ترجمة وتحويل جدول بيانات ما إلى صيغة لوحة تحكّم هي عمليّة مباشرة نسبيّاً، أنظر الدليل، والكثير من مجموعات المؤشرات نُقِلَت فعلاً إلى صيغة البرمجية. العديد من هذه المجموعات غير متاحة للعموم بينما التطبيقات التالية تم توفيرها على شبكة الإنترنت بوساطة مؤلفيها.
تطبيقات على نطاق عالمي
لوحة تحكّم مؤشرات الأهداف الإنمائية للألفية، انظر الصورة على اليسار.
لوحة تحكّم مؤشرات التنمية المستدامة.
اليونسكو/ موجز السياسة المتعلقة بالتنمية المستدامة.
بيانات الأرقام القياسية لجهود برنامج الأمومة والمواليد (MNPI).

## تطبيقات على نطاق محلي
- أستراليا: تدقيق الأراضي الوطنية ومصادر المياه، [9] لوحة تحكّم سيدني الإقليمية للابتكار.
- الآزور: لوحة التحكّم الإقليمية.[10]
- البرازيل: الخطة الوطنية متعددة السنوات (Plano Plurianual)، الاستدامة الريفية، لاغِس، ماتو غروسو.[11]
- اليونان: لوحة التحكم الإقليمية.[12]
- الهند/ بنغال الغربية: رصد تقدّم الصحة العامّة.[13]
- إيطاليا: سيسلي إدارة النفايات، المؤشرات الزراعية [14]، بيينو [15]، بصمة بولونيا البيئية [16]، النظام البيئي الحضري [17]، بادوا [18] Liguria,[19]، ليغوريا، مؤشرات الرفاهية الإقليمية، [20] فاريسي [21] PTCP.
- إستونيا: الإستراتيجية الوطنية للتنمية المستدامة [22] ولوحة التحكم الإستونية الإقليمية.[23]
- سويسرا: لوحة التحكّم الإقليمية.[24]
- لوحات تحكّم قطاعات تنزانيا.[25]
- التنمية المستدامة في الولايات المتحدّة الأمريكيّة. مجموعة مؤشّرات تجريبية.[26]